# La Mille-et-Unième Rue
La Mille-et-Unième Rue est un roman de Henri Anger publié en 1987 aux éditions Grasset et ayant reçu le Prix des Deux Magots l'année suivante.

## Éditions
- La Mille-et-Unième Rue, éditions Grasset, 1987.